# Laik
Laik (v širšem pomenu) je človek, ki se z nečim ukvarja ljubiteljsko in ne poklicno. Podoben pomen ima beseda amater (ljubitelj). V verskem pomenu je laik nereligiozna oseba, torej oseba, ki ne priznava nobene religije. Laiki se v tem pomenu delijo na agnostike in ateiste: ateisti trdijo, da bog ne obstaja, agnostiki pa trdijo, da se božji obstoj ne da dokazati.
Beseda laik izvira iz grških besed starogrško λαός [laos] = ljudstvo, starogrško λαϊκός [laikos] = ljudski.

## Laiki v krščanstvu
Laik v krščanskem pomenu besede je vernik, ki ni duhovnik (ni posvečen). Laiki v Cerkvi že od začetka opravljajo pomembna dela, ki dopolnjujejo delo duhovnikov (klerikov). Drugi vatikanski koncil je še dodatno poudaril pomen laikov v Rimskokatoliški Cerkvi. 
Pomembnejša opravila, ki jih lahko opravljajo laiki so:
- Branje Božje besede
- Bogoslužno petje
- Delitev obhajila (laik ne more opraviti posvetitve evharistije, lahko pa razdeljuje hostije)
- Krašenje cerkve
- Ministriranje
- Svečani nagovori pred pomembnejšimi deli maše (uvod v očenaš, uvod v pozdrav miru, prošnje, zahvale, ipd)
- Sodelovanje v župnijskem pastoralnem svetu

Laicizacija je postopek ali časovno obdobje, ki postopoma opušča ali preprečuje verska prepričanja.